# Hemerobius fenestratus
Hemerobius fenestratus is een insect uit de familie van de bruine gaasvliegen (Hemerobiidae), die tot de orde netvleugeligen (Neuroptera) behoort. 
Hemerobius fenestratus is voor het eerst wetenschappelijk beschreven door Tjeder in 1932.